# Oxbringa - Vol. 4
Oxbringa är den fjärde volymen i ordningen som radioprogrammet Hassan gav ut på skiva med busringningar och gavs ut av Silence Records.

## Låtlista
1. "56:ans buss"
  - Fredrik Lindström
2. "Nobelfesten"
  - Erik Haag
3. "Låt hjärtat va' med"
  - Hasse Pihl
4. "Ingrid"
  - Fredrik Lindström & Pontus Djanaieff
5. "Nummerupplysningen"
  - Fredrik Lindström
6. "Ett par strumpor"
  - Lars Sundholm
7. "Tvångstankar del 1"
  - Erik Haag
8. "Panikragg"
  - Fredrik Lindström
9. "Stekta sparvar"
  - Pontus Djanaieff
10. "Torbjörn Majroos, »Glen Spove World«"
  - Fredrik Lindström & Pontus Djanaieff
11. "Prata paket"
  - Fredrik Lindström & Erik Haag
12. "KF:s provkök"
  - Hasse Pihl
13. "Salta och jättesura"
  - Lars Sundholm
14. "Frodenkvists flap"
  - Pontus Djanaieff
15. "Piercing"
  - Fredrik Lindström & Pontus Djanaieff
16. "Stora Norrland"
  - Hasse Pihl
17. "Jag ringer från min villa i Stocksund"
  - Lars Sundholm
18. "GalaPetter, »Kräftskiva«"
  - Fredrik Lindström & Pontus Djanaieff
19. "Svea livgarde"
  - Erik Haag
20. "Roskilde"
  - Hasse Pihl
21. "En pizza i Akalla"
  - Lars Sundholm
22. "Gubbängens IP"
  - Fredrik Lindström
23. "Bara skoj"
  - Hasse Pihl & Fredrik Lindström
24. "Arboga-rasta"
  - Erik Haag
25. "Oxbringa"
  - Lars Sundholm
26. "Mycket brudar"
  - Fredrik Lindström, Hasse Pihl & Lars Sundholm
27. "Mårten Rask, »Stockholms golvservice«"
  - Fredrik Lindström
28. "Välkommen till Göteborg"
  - Lars Sundholm
29. "Blomsternisse"
  - Fredrik Lindström
30. "Fel på telefon (Live)"
  - Hasse Pihl
31. "Tvångstankar del 2"
  - Erik Haag

## Medverkande
- Fredrik Lindström
- Pontus Djanaieff
- Erik Haag
- Hasse Pihl
- Lars Sundholm

## Listplaceringar
| Lista (1995) | Topplacering |
| ------------ | ------------ |
| Sverige      | 2            |